# Volsted Kirke
Volsted Kirke ligger i Volsted Sogn i det tidligere Fleskum Herred Ålborg Amt, nu Ålborg Kommune. Kor og skib er opført i romansk tid af granitkvadre over skråkantsokkel. I korets sydmur ses et romansk vindue.

## Historie
Våbenhuset er fra 1873. I våbenhuset er indsat portalkvadre, dels om syddøren, dels i østmuren. På de høje karmsten er der relieffer af Syndefaldet og en biskop, derover er indsat kvadre med korslam og et vildsvin, på overliggeren ses en løve. På de tre kvadre i østmuren og vestmuren ses fugl, ræv forfulgt af hund og et par helgener med glorificerede hoveder vendt mod hinanden, på endefladerne ses tekst. Portalen tillægges Mester Goti, som også har arbejdet i Gjøl Kirke.
Sydportalen og de øvrige reliefsten stammer formodentlig fra kirkens syd og nordportal. Da man opførte våbenhuset samlede man de enkelte dele til våbenhusets sydportal samt indsatte resten i våbenhusets mur. Stenene var dog allerede tidligere blevet omsat og sat forkert sammen, man har derfor ingen formodning om den rette sammensætning. Den nuværende overligger med løve er formodentlig en karmsten, stenen med de to modvendte helgener er formodentlig en overligger. De to hjørnesten har formodentlig siddet øverst i en portal med teksten vendt ind mod åbningen
Skibets har fladt bjælkeloft, koret har sengotisk krydshvælv. Den runde korbue er bevaret med skråkantede kragsten. Altertavlen er fra omkring 1635, maleriet er udført af Rud Petersen i 1954. Prædikestolen har sengotisk karakter og minder om prædikestolen i Frejlev. På triumfvæggen har man afdækket et kalkmaleri i 1976.
Den romanske døbefont af granit har glat kumme og terningkapitæl fod.